# Giōrgos Printezīs
Giōrgos Printezīs (in greco Γιώργος Πρίντεζης?; Siro, 22 febbraio 1985) è un ex cestista greco.

## Caratteristiche tecniche
Abbina un ottimo gioco in post ad una discreta pericolosità nel tiro da tre punti. Queste caratteristiche lo rendono un perfetto prototipo dell'ala grande moderna. Non è un eccellente rimbalzista e non è sempre costante in difesa, anche se riesce a sopperire a questi difetti col suo atletismo sopra la media.

## Carriera
È, al momento, il sesto miglior realizzatore di sempre della storia dell'Eurolega, con 3599 punti realizzati, dietro solo al connazionale ed ex compagno di squadra Vasilīs Spanoulīs, lo spagnolo Juan Carlos Navarro, il francese Nando de Colo,  lo statunitense Mike James e lo spagnolo Sergio Llull. È inoltre il terzo giocatore per partite giocate nelle massima categoria europea, con ben 375 match disputati, dietro al lituano Paulius Jankūnas e allo statunitense Kyle Hines.
È diventato famoso per aver realizzato, all'ultimo secondo, il canestro decisivo per la conquista dell'Eurolega 2011-12 a favore del suo team, l'Olympiacos, contro i russi del PBK CSKA Mosca. Nella stagione successiva ha nuovamente vinto, sempre con l'Olympiacos, l'Eurolega, pur risultando (con 4 punti realizzati) meno decisivo dell'anno precedente nella finale contro il Real Madrid Baloncesto.
Nel 2015 ha portato l'Olympiacos alle Final Four di Madrid, poi perse proprio contro gli spagnoli, con un canestro sulla sirena contro il Barcellona.
Si è ritirato il 17 giugno 2022 dopo la partita Olympiakos-Panathinaikos 93-74, che ha sancito la vittoria alle finali del campionato greco 2021-22 da parte dei biancorossi, per un parziale di 3-0, alzando il trofeo da capitano.

## Statistiche

### Eurolega
| Anno       | Squadra    | PG  | PT  | MP   | TC%  | 3P%  | TL%  | RP  | AP  | PRP | SP  | PP   |
| ---------- | ---------- | --- | --- | ---- | ---- | ---- | ---- | --- | --- | --- | --- | ---- |
| 2002-2003  | Olympiakos | 3   | 0   | 2,0  | -    | -    | -    | 0,3 | 0,0 | 0,0 | 0,0 | 0,0  |
| 2003-2004  | Olympiakos | 3   | 0   | 0,9  | 100  | -    | -    | 0,3 | 0,0 | 0,0 | 0,0 | 0,7  |
| 2004-2005  | Olympiakos | 1   | 0   | 5,3  | -    | -    | -    | 0,0 | 0,0 | 0,0 | 0,0 | 0,0  |
| 2005-2006  | Olympiakos | 8   | 0   | 8,9  | 61,1 | 50,0 | 50,0 | 1,1 | 0,1 | 0,2 | 0,0 | 3,8  |
| 2007-2008  | Olympiakos | 21  | 10  | 19,1 | 51,3 | 23,8 | 60,9 | 3,2 | 0,6 | 0,3 | 0,2 | 6,7  |
| 2008-2009  | Olympiakos | 20  | 15  | 18,7 | 63,6 | 50,0 | 51,7 | 3,2 | 0,6 | 0,4 | 0,1 | 8,8  |
| 2009-2010  | Málaga     | 12  | 6   | 24,2 | 51,7 | 42,1 | 75,0 | 4,2 | 0,8 | 0,7 | 0,2 | 11,7 |
| 2010-2011  | Málaga     | 14  | 8   | 15,6 | 38,6 | 18,2 | 68,8 | 2,7 | 0,3 | 0,2 | 0,1 | 5,6  |
| 2011-2012† | Olympiakos | 21  | 4   | 21,8 | 50,0 | 31,0 | 86,4 | 4,1 | 1,2 | 0,3 | 0,3 | 10,6 |
| 2012-2013† | Olympiakos | 29  | 27  | 20,9 | 46,5 | 31,2 | 75,0 | 4,0 | 1,0 | 0,2 | 0,1 | 10,5 |
| 2013-2014  | Olympiakos | 21  | 14  | 21,3 | 44,3 | 27,3 | 65,9 | 4,7 | 1,0 | 0,4 | 0,2 | 10,2 |
| 2014-2015  | Olympiakos | 20  | 13  | 25,3 | 48,6 | 30,0 | 69,6 | 4,8 | 1,0 | 0,2 | 0,1 | 12,2 |
| 2015-2016  | Olympiakos | 21  | 20  | 25,0 | 51,3 | 36,4 | 69,8 | 5,5 | 1,3 | 0,5 | 0,2 | 14,1 |
| 2016-2017  | Olympiakos | 32  | 32  | 25,4 | 46,9 | 40,3 | 70,0 | 5,1 | 1,0 | 0,7 | 0,2 | 12,8 |
| 2017-2018  | Olympiakos | 28  | 27  | 25,6 | 46,6 | 34,3 | 69,1 | 5,5 | 1,4 | 0,5 | 0,3 | 12,0 |
| 2018-2019  | Olympiakos | 30  | 26  | 25,6 | 48,0 | 30,8 | 62,1 | 5,2 | 1,3 | 0,4 | 0,2 | 10,6 |
| 2019-2020  | Olympiakos | 25  | 21  | 25,0 | 52,6 | 37,1 | 69,0 | 4,3 | 1,5 | 0,4 | 0,2 | 11,8 |
| 2020-2021  | Olympiakos | 31  | 14  | 18,2 | 56,1 | 43,6 | 56,9 | 2,7 | 1,0 | 0,3 | 0,1 | 8,5  |
| 2021-2022  | Olympiakos | 35  | 0   | 9,5  | 48,5 | 37,5 | 84,6 | 1,2 | 0,3 | 0,1 | 0,0 | 3,6  |
| Carriera   | Carriera   | 375 | 237 | 20,6 | 49,5 | 34,0 | 68,5 | 3,9 | 0,9 | 0,3 | 0,2 | 9,6  |

## Palmarès

### Club
- Campionato greco: 4

Olympiakos: 2011-12, 2014-15, 2015-16, 2021-22
- Coppa di Grecia: 2

Olympiakos: 2010-11, 2021-22
- Eurolega: 2

Olympiakos: 2011-12, 2012-13
- Coppa Intercontinentale: 1

Olympiakos: 2013

### Individuale
- All-Euroleague First Team: 2016-17
- EuroLeague MVP of the Month: (Aprile 2015)
- Euroleague 2010-2020 All-Dacade Team: 2020
- 3x EuroLeague MVP of the Round: (Gara 2 Playoff EuroLeague 2014-15, Round 6 EuroLeague 2015-16, Round 22 EuroLeague 2016-17)
- Olympiakos 2010-20 Team of Decade
- 5x Miglior Quintetto Campionato Greco: (2012, 2014, 2015, 2016, 2017)
- Miglior Giovane Campionato Greco: (2007)
- MIP Campionato Greco: (2012)
- Miglior Marcatore Finali Coppa Greca: (2012)

### Nazionale maggiore greca
- EuroBasket 2009: Bronzo